# شاخ‌پایان
شاخ‌پایان (نام علمی: Cerapoda) نام یک زیرراسته از راسته پرنده‌کفلان است.